# روچل (جورجیا)
روچل، جورجیا (به انگلیسی: Rochelle, Georgia) یک شهر در ایالات متحده آمریکا با جمعیت ۱٬۴۱۵ نفر است که در جورجیا واقع شده‌است.

## موقعیت جغرافیایی
موقعیت جغرافیایی شهرها و مناطق اطراف به شرح زیر است: